# Violet d'évêque

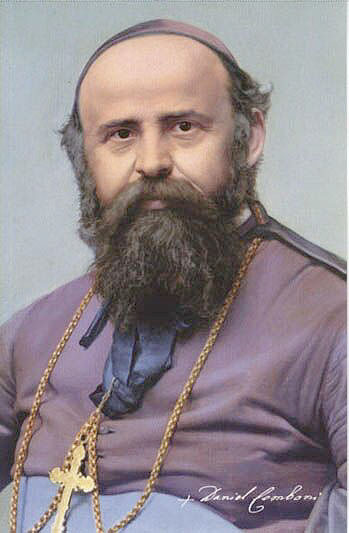
Daniel Comboni en violet d'évêque.

Violet d'évêque est un nom de couleur désignant une nuance de violet, d'après celle utilisée autrefois par certains évêques.
Le Père Castel cite le « violet d'évêque » en 1740. Il place la couleur parmi les violets, près des rouges cramoisis. Le Moniteur de la teinture écrit en 1859 « Les plus beaux et les plus usités [« violets faux »] se font à l’orseille. […] on connaît le violet de Hollande qui est la couleur la plus pleine […] Le violet d’évêque se distingue du premier, parce qu’on lui donne moins de bleu, ce qui lui conserve un reflet rougeâtre » Chevreul, qui le classe parmi les « noms de couleur le plus fréquemment usités dans la conversation et dans les livres », en a examiné avant 1861 un échantillon sur soie par Tuvée. Il l'a trouvée 4 bleu-violet 10 ton. Il en a vu dans le commerce entre 2 et 4 bleu-violet, la valeur médiane 3 bleu-violet étant la couleur de la violette, à la clarté près (op.cit., p. 169). Peligot, chimiste comme Chevreul, situe aussi le violet d'évêque parmi les violets bleuâtres. Avant l'invention des couleurs d'aniline, cette couleur était reconnue comme variable.

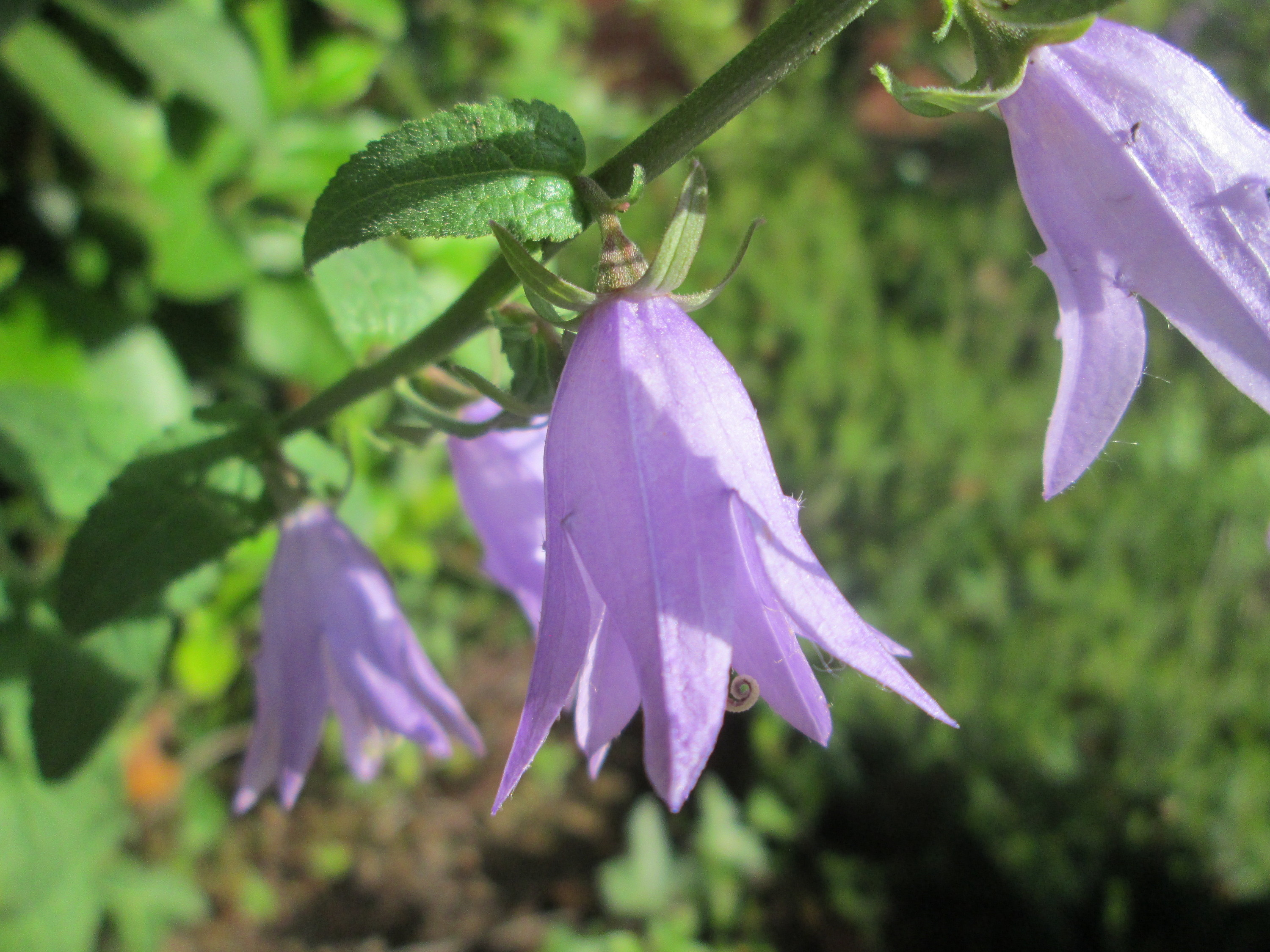
Campanule fausse-raiponse.

Le Répertoire de couleurs de la Société des chrysanthémistes publié en 1905 donne quatre tons d'un Violet d'évêque, « désignation de cette couleur dans le commerce des soieries et étoffes. (…) Allusion à la couleur usitée dans le vêtement des évêques ». Les tons médians sont ceux des fleurs de la campanule fausse-raiponce (campanula rapunculoides). Les auteurs donnent  Violet extra clair du marchand de couleurs Bourgeois, Magenta n°2 de Friant et « Purple » du Chart of Colors de l’American Floral Society comme synonymes.
Dans les nuanciers modernes, on trouve EE174 Violet d'évêque, Violet d'évêque, Violet d'évêque clair.

## Le violet des évêques
« Violet. — Le violet usité à Rome depuis des siècles est la pourpre des anciens, légèrement rougeâtre. Le charbon de terre, produit par la benzine, produit l’aniline, couleur à la mode actuellement, parce que le commerce l'impose, mais que la cour pontificale n'a pas encore adoptée, sinon partiellement. Ce violet est bleu et d'une teinte qui n'a pas de durée.
Le costume violet est réservé aux cérémonies religieuses et à certains actes solennels de la vie civile.
Rouge. — Le rouge épiscopal et prélatice, affecté aux doublures et agréments divers, diffère du rouge cardinalice, qui est l'écarlate. Sa vraie nuance est le cramoisi ou amarante, c'est-à-dire un rouge foncé. »

— Xavier Barbier de Montault, 1878
Le violet d'évêque décrit par Chevreul et le Répertoire de couleurs n'est pas le violaceus de l'habit épiscopal catholique actuel ou passé ; mais un violet utilisé par certains prélats, jusqu'à ce que la Sacrée Congrégation Cérémoniale ne décrète, le 24 juin 1933, que la couleur était un violet rougeâtre, dont un échantillon accompagnait le décret. L'améthyste étant la pierre précieuse associée aux évêques, on peut noter la proximité de la couleur violet d'évêque avec la couleur améthyste.